# 小行星6775
小行星6775（6775 Giorgini）是一颗绕太阳运转的小行星，为主小行星带小行星。该小行星于1989年4月5日发现。

## 轨道参数
小行星6775的轨道半长轴为2.6757347 UA，离心率为0.18。